# Bolsa de Tailandia
La Bolsa de Valores de Tailandia (Stock Exchange of Thailand (SET)) es el mercado de valores nacional del país y se localiza en la capital, Bangkok. Es una institución oficial con personalidad jurídica, creada por el Estado y sometida a la supervisión y control del Ministerio de Finanzas. Al 31 de diciembre de 2007, en la Bolsa de Tailandia había 523 empresas cotizadas con una capitalización de mercado combinada de 197.000 millones de dólares. Los índices de las bolsas de valores son el Índice SET y el Índice SET50 y SET100.
El moderno mercado tailandés de capital se desarrolló en dos fases. La Bolsa de Valores de Bangkok funcionó desde 1962 hasta la década de 1970 como entidad privada. El Segundo Plan Nacional de Desarrollo Económico y Social (1967-1971) estableció la Bolsa de Valores de Tailandia para movilizar fondos que apoyasen la industrialización y el desarrollo económico, desarrollándose un mercado de valores bajo control y supervisión.
La Bolsa de Valores de Tailandia fue formalmente creada en 1974 y comenzó las operaciones el 30 de abril de 1975. Las funciones que la legislación establece desde 1992 para la bolsa son:
- Servir como centro para la negociación de valores y dotarse de los sistemas esenciales necesarios para facilitar la negociación de valores.
- Llevar a cabo cualquier actividad empresarial relacionada con la Bolsa de Valores, como una cámara de compensación, un centro de depósito de valores, registro de valores, o actividades similares.